# Leptotyphlops brasiliensis
Leptotyphlops brasiliensis este o specie de șerpi din genul Leptotyphlops, familia Leptotyphlopidae, descrisă de Laurent 1949. Conform Catalogue of Life specia Leptotyphlops brasiliensis nu are subspecii cunoscute.